# 陳效 (成化進士)
陳效（1443年—1502年），字志學，直隸寧國府南陵縣人，民籍。明朝政治人物、进士出身。

## 生平
成化四年（1468年）戊子科應天府鄉試第八十七名舉人。成化十七年（1481年）中式辛丑科二甲第二十二名進士。

## 家族
曾祖陳善慶；祖父陳廣八；父陳貴，母王氏。